# Andrea Manni
Andrea Manni (* 4. Januar 1958 in Rom) ist ein italienischer Filmregisseur und Drehbuchautor.

## Leben
Manni assistierte bei Filmen von Bruno Cortini und Duccio Tessari und debütierte 1997 mit dem Spielfilm Da cosa nasce cosa, der aber nicht in den regulären Verleih kam und dann im Fernsehen lief. Ein Jahr später folgte der Kurzfilm Un uomo a piedi; für das Fernsehen die Show Titolo mit Enzo Iacchetti und Monica Scattini. Sein 2003 entstandenes Filmdrama Il fuggiasco wurde mit einem David di Donatello und einem italienischen „Golden Globe“ ausgezeichnet. 2007 folgte Voce del verbo amore; auch mehrere Folgen der Krimiserie Crimine stammen von Manni.

## Filmografie (Auswahl)
- 1997: Da cosa nasce cosa
- 2003: Il fuggiasco
- 2007: Voce del verbo amore